# ハダフティモ
ハダフティモ (英語: Hadaftimo, ソマリ語: Hadaaftimo) はソマリ人のワルサンガリ氏族らが住む古い町。ソマリランドとプントランドの双方が領有を主張しており、ソマリア内戦以降、たびたび両国の軍に侵略されている。

## 歴史
ハダフティモは古い町である。イギリスの植民地時代、この周辺では、スール高原にブラーン、ゲビ渓谷にCeel-Doofaa, Xubeera, ハダフティモの4集落が確認されている。
ソマリア内戦後の1992年半ば、イスラーム過激団体アル・イッティハード・アル・イスラミヤ（AIAI）がサナーグ地域に進出してきたため、ワルサンガリ氏族はハダフティモで会議を行い、ソマリアの統一とAIAI侵入防止を決議した。
2007年7月、ワルサンガリ氏族はマーヒルの建国を宣言し、ハダフティモもその一都市とされた。しかし2008年2月25日にソマリランド軍に攻め込まれた。2009年1月にマーヒルはプントランドに吸収された 。
2015年5月、ソマリランド政府はハダフティモで給水プロジェクトを開始。新しい井戸と水道設備を導入すると発表した。
2017年8月、ハダフティモでソマリランドの大統領選挙の投票権と投票箱の配布が行われた。
2017年10月、プントランド政府はハダフティモに新しい警察署の建物の建設を開始した。
2017年11月、プントランド治安長官率いる代表団がハダフティモに到着し、ソマリランド選挙の状況を調査。その翌日、プントランド軍がボサソから出動し、ソマリランド大統領選挙の投票箱が運び込まれることを阻止。その翌日、ハダフティモでソマリランド選挙に反対するデモが行われた。
2019年6月、ソマリランド軍はハダフティモを含めたスール、サナーグ地域に装甲車両を投入。8月、ハダフティモでソマリランド軍とプントランド軍の戦闘が勃発。約2年ぶりの本格的な戦闘だった。
2020年2月26日、ハダフティモの近郊で、ソマリランド派とプントランド派の軍が衝突した。この戦闘に関し、ソマリランド政府はソマリランド軍が勝利したと発表。
2020年6月8日、ハダフティモで連邦政府を支持する住民によるデモが行われ、治安部隊はデモに向かって発砲した。